# گیورا فیدمن
گیورا فیدمن (عبری: גיורא פיידמןגיורא פיידמן)

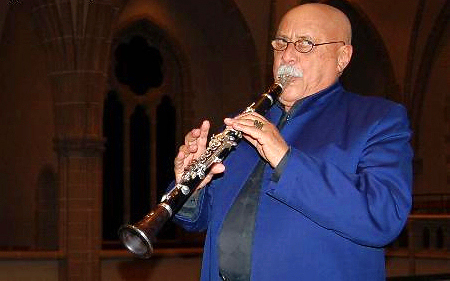
گیورا فیدمن در سال 2007

; متولد ۲۶ مارس ۱۹۳۶ در آرژانتین، کلارینت نواز اسرائیلی است که در سبک کلزمر تخصص دارد.

## زندگی‌نامه
گیورا فیدمن در بوئنوس آیرس پایتخت آرژانتین زاده شد. خانوادهٔ وی برای فرار از آزار و اذیت از بیسارابیا به آرژانتین مهاجرت کرده بودند.
پدر، پدربزرگ و جد گیورا همگی در سبک کلزمر تخصص داشتند.
گیورا با او را بت خایم مدیر برنامه‌هایش در سال ۱۹۷۵ ازدواج کرد.

## موسیقی حرفه ای

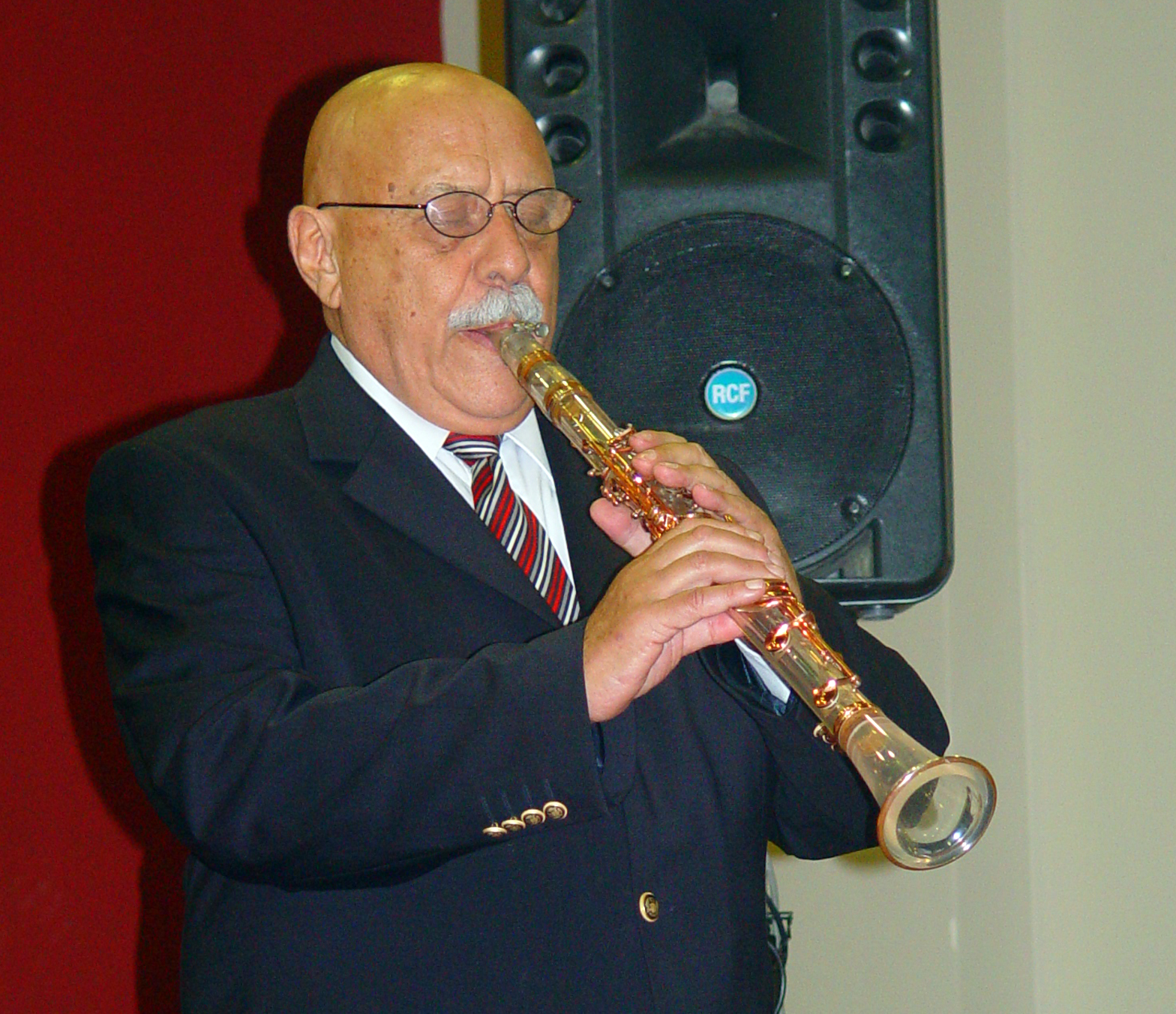
گیورا در حال نواختن کلارینت در اورشلیم ۲۰۰۶

گیورا در بوئنوس آیرس به عنوان یک عضو از ارکستر سمفونیک تئاتر کولن شروع به کار کرد. دو سال بعد او با مهاجرت به اسرائیل به عنوان جوانترین کلارینت نواز ارکستر فیلارمونیک اسرائیل شناخته شد. گیورا بیش از ۲۰ سال است که عضو ارکستر فیلارمونیک اسرائیل است.

## Discography
- یهودی روح موسیقی (۱۹۷۳)
- آواز کلارینت (۱۹۸۷)
- Clarinetango (1990)
- سحر و جادو از Klezmer (1990)
- Viva el Klezmer (1991)
- Gerschwin و Klezmer (1991)
- رقص و شادی (۱۹۹۲)
- Klassic Klezmer (1993)
- کنسرت برای Klezmer (1993)
- Der Rattenfanger (1993)
- Feidman در اورشلیم (۱۹۹۴)
- Klezmer موسیقی مجلسی (۱۹۹۵)
- روح چای (۱۹۹۵)
- باور نکردنی کلارینت (۱۹۹۵)
- برای شما (۱۹۹۶)
- Schelomo/Barakashot (1996)
- سکوت و فراتر از آن — Feidman نقش او را بت خایم (۱۹۹۷)
- Feidman در بایرویت — لیلث به دنیا — Neun Gesänge der dunklen Liebe (1997)
- روح مدیتیشن و آرامش روح (۱۹۹۷)
- Der Golem — Feidman و نادیا String Quartet (1997)
- Klezmer جشن (۱۹۹۷)
- Feidman و اسرائیل Camerata (1998)
- Feidman و Katja آبجو — شوبرت (۱۹۹۸)
- سفر (۱۹۹۹)
- و فرشتگان بخوان (۱۹۹۹)
- Klezmer و بیشتر (۲۰۰۰)
- Rhapsody (2000)
- به Giora Feidman — خود را Kletzmer دوستان (۲۰۰۰)
- TangoKlezmer (2001)
- در این زمینه (۲۰۰۲)
- Feidman نقش Piazzolla (2002)
- عشق — Feidman نقش او را بت خایم (۲۰۰۳)
- Feidman نقش موتزارت و بیشتر (۲۰۰۳)
- Safad — Feidman و Safed ارکستر مجلسی (۲۰۰۴)
- Ewigkeit dringt در die Zeit (2004)
- Wenn du singst wie می‌توانید از این استفاده du hassen است؟ (۲۰۰۵)
- Feidman و آیزنبرگ — Live at St. سورین (۲۰۰۵)
- عبور از مرز (۲۰۰۶)
- Klezmundo (2006)
- Klezmer در جلیل (۲۰۰۷)
- روح Klezmer (2008)
- Klezmer و رشته‌ها (۲۰۰۹)
- بسیار Klezmer (2012)
- Feidman نقش بیتلز! (2017) — Feidman و Rastrelli, ویولن سل Quartett

## فیلم
- یهودی روح موسیقی: هنر Giora Feidman (1980) به کارگردانی یوری Barbash.